# Nostoc muscorum
Nostoc muscorum je prokaryotický organismus řazený mezi sinice rodu Nostoc. Jedná se o gramnegativní fototrofní bakterii vytvářející několikabuněčná nevětvená vlákna, která  mají zeleno-hnědou barvu.
Tento druh je celosvětově rozšířen jak ve sladkovodním prostředí, tak v horních vrstvách půdy. Krom N. commune Vaucher se jedná o nejrozšířenějšího zástupce rodu Nostoc v terestriálním prostředí. Vyskytuje se i v extrémních habitatech např. pouštích či horkých pramenech. Pro svou schopnost fixace uhlíku a dusíku může druh obývat nehostinná prostředí jako jsou vulkanické půdy a významně se tak podílet na zvyšování půdní fertility, kteréžto vlastnosti lze využít i v zemědělství.

## Základní charakteristika
Vegetativní buňky N. muscorum bývají různého tvaru, nejčastěji oválné, sférické či cylindrické o velikosti 2–5 μm. Jednotlivé buňky se dělí v jednom směru za vzniku tzv. filament (dlouhé a vláknité útvary), které jsou spletené v jedno klubko. Filamenta jsou obalena hlenovitou pochvou polysacharidového charakteru, která chrání buňky před vysušením a obsahuje látky absorbující UV záření. Stejně tak napomáhá adhezi buněk k pevnému povrchu a přispívá k tvorbě mikrobiálních biofilmů. Některé buňky mohou diferenciovat a vytvořit terminální či interkalární kulaté heterocyty o velikosti 5–7 μm, v nichž je fixován vzdušný dusík. Heterocyty jsou významným aspektem utvoření symbiotického vztahu s řasami či lišejníky např. jako fotobiont lišejníku Pentigera canina.
Po 2 až 5 dnech růstu se mohou filamenta v oblasti heterocytů rozpadat a vytvářet tzv. hormogonia, jež jsou po určitou dobu pohyblivá a dále rostou. Hormogonia se pohybují pomocí klouzavého pohybu po povrchu, ve vodném prostředí se pravděpodobně šíří pomocí plynných vakuol (aerotopů) přítomných v buňkách, a celkově se tak podílí  na vytvoření nových kolonií. Rozpadem filament může dojít ke vzniku nejen menších kolonií, ale také jednotlivých buněk. Ty se mohou v pro růst nevhodných podmínkách např. při nízké vlhkosti půdy změnit v akinety nažloutlé až hnědé barvy, dosahující velikosti 4–10 μm. Ty pak mohou ve vhodných podmínkách dozrát ve vegetativní filamenta.
N. muscorum je také adaptován pro růst ve slaných vodách do koncentrace 0,2M NaCl. Energii vloženou do fyziologické adaptace na takové stresové prostředí kompenzuje zvýšenou fotosyntetickou aktivitou, jež má za následek akumulaci sacharidů, převážně sacharózy, která se podílí na osmotické regulaci buňky. Ač se jedná o autotrofní mikroorganismus a tzv. primárního producenta, je schopen utilizace organických látek jako je např. glukóza či sacharóza. V přítomnosti těchto látek v médiu byl tak pozorován rychlejší nárůst biomasy N.muscorum. Tato schopnost také umožňuje druhu přežívat dlouhé měsíce ve tmě za současné tvorby chlorofylu a utlumené fixace dusíku. V laboratorních podmínkách bylo také pozorováno, že optimálního nárůstu biomasy je dosaženo při mírném osvětlení, v neutrálním či mírně alkalickém médiu o pH 7–8,5, v teplotním rozmezí 25–30 °C. Při teplotách nad 40 °C byl pozorován zpomalený růst, zatímco při nízkých teplotách (5–10 °C) přechází buňky do klidového stádia.

## Význam
Na rozdíl od některých v půdě přítomných mikroorganismů není N. muscorum limitován obsahem dusíku v půdě, neboť je sám schopen asimilace vzdušného dusíku a tedy i kolonizace půd chudých na tento biogenní prvek. Zároveň uvolňuje zredukovaný dusík i do svého blízkého okolí v podobě nitrátů a půdu tak obohacuje.
N. muscorum se také podílí na stabilizaci půdních agregátů, neboť uvolňuje do extracelulárního prostředí polysacharidy, které tmelí půdní částice a činí půdu odolnější vůči klimatickým a mechanickým vlivům. Extracelulární polysacharidy pak také představují zdroj uhlíku pro heterotrofní půdní komunitu, s čímž je spojen i nárůst mikrobiální biomasy a také její metabolické aktivity.
Samotný N. muscorum může být napaden N-1 cyanofágem, bakteriofágem z čeledi Myoviridae, který byl poprvé charakterizován na základě jeho izolace  z napadených buněk N. muscorum v roce 1971 v USA.

## Využití
N. muscorum je využíván např. v zemědělství. Díky fixaci dusíku a uhlíku jsou kolonie N. muscorum  vhodným půdním inokulem, jež lze využít k zvýšení stability a fertility půdy a také stimulace růstu rostlin, potažmo zemědělských plodin. N. muscorum je např. hojně rozšířen v zavodněných polích, ve kterých se pěstuje rýže. N. muscorum také nalézá potenciální využití i v bioremediačních technologiích, a to konkrétně při odstaňování těžkých kovů jako je olovo či měď z odpadních vod.
N. muscorum produkuje řadu biologicky aktivních látek, jež nalézají potenciální využití v medicíně. Mezi ně se řadí např. fenolické látky s antimikrobiální aktivitou, které inhibují růst bakterií Bacillus cereus, B. subtilis, Escherichia coli, Salmonella typhi, či mikromycet Aspergillus niger, Penicilium sp. a Fusarium microsporium. Slabou antibakteriální aktivitu má oxazolové antibiotikum muscorid A, které N. muscorum produkuje. Dále bylo zjištěno, že kmen N. muscorum NCCU-422 vytváří látky s antioxidační či antiproliferační aktivitou, které mají potenciál při studiu a vývoji léčiv cílených na nádorová onemocnění.
N. muscorum NCCU-422 je také vhodným průmyslovým producentem PHB (polyhydroxybutyrátů), které představují biodegradovatelnou náhradu tradičních plastových materiálů. Poly(3-hydroxybutyrát-3-co-3-hydroxyvalerát), který je druhem produkován a který má  lepší mechanické a termické vlastnosti než poly(3-hydroxybutyrát), lze použit k výrobě biokompatibilních materiálů využívaných v medicíně jako jsou např. stenty. Mimo to je také N. muscorum potenciálním producentem vodíku, který lze využít jako palivo. Stejně tak může být využita i samotná biomasa tohoto druhu jako bionafta.